# 狭叶蓼
狭叶蓼（学名：Polygonum angustifolium），为蓼科蓼属下的一个植物种。